# Ruo (ö)
Ruo är en ö i Mikronesiska federationen.   Den ligger i kommunen Ruo Municipality och delstaten Chuuk, i den västra delen av landet, 700 km väster om huvudstaden Palikir. Arean är 1,0 kvadratkilometer.
Terrängen på Ruo är mycket platt. Öns högsta punkt är 14 meter över havet. Den sträcker sig 0,6 kilometer i nord-sydlig riktning, och 1,6 kilometer i öst-västlig riktning.
Följande samhällen finns på Ruo:
- Ruo